# Alliero
Alliero är ett bostadsområde och en planerad ny stadsdel vid foten av Norra stadsberget i Sundsvall. I väster gränsar det mot området Västhagen (med Tonhallen och Folkets Park, Sundsvall, där engelska skolan idag bedriver verksamhet), i syd mot ett industriområde och i sydöst mot stadsdelen Norrmalm. Alliero ingår i stadsdelsområdet Norrmalm. 
Området bebyggdes med höghus 1953–1956 med 218 lägenheter. För att uppnå förtätning av Sundsvall finns planer på att utöka Alliero söderut kring Universitetsallén, ned till Emhart Glass, som lämnar parkeringen och norra delen av sin industrifastighet. Stadsdelen Alliero kan när den är fullt utbyggd inrymma cirka 700 bostäder för ungefär 1 600 invånare.

## Repslagarbanan
I området låg förr en repslagarbana. Den hade uppförts 1890 och var 123 meter lång. Anläggningen revs i början av 1956 för att ge plats åt den nya bebyggelsen. Gatan där repslagarbanan låg, Namnlösa gatan, heter idag Repslagarevägen som en påminnelse om dess forna existens.

## Epidemisjukhuset
1909 byggdes ett epidemisjukhus i Alliero. Gatan som anläggningen låg vid döptes till Epidemigatan, men heter idag Ludvigsbergsvägen. 1929 fick sjukhuset en ny tillbyggnad i sten, men Epidemisjukhuset revs när området bebyggdes med bostäder på 1950-talet.

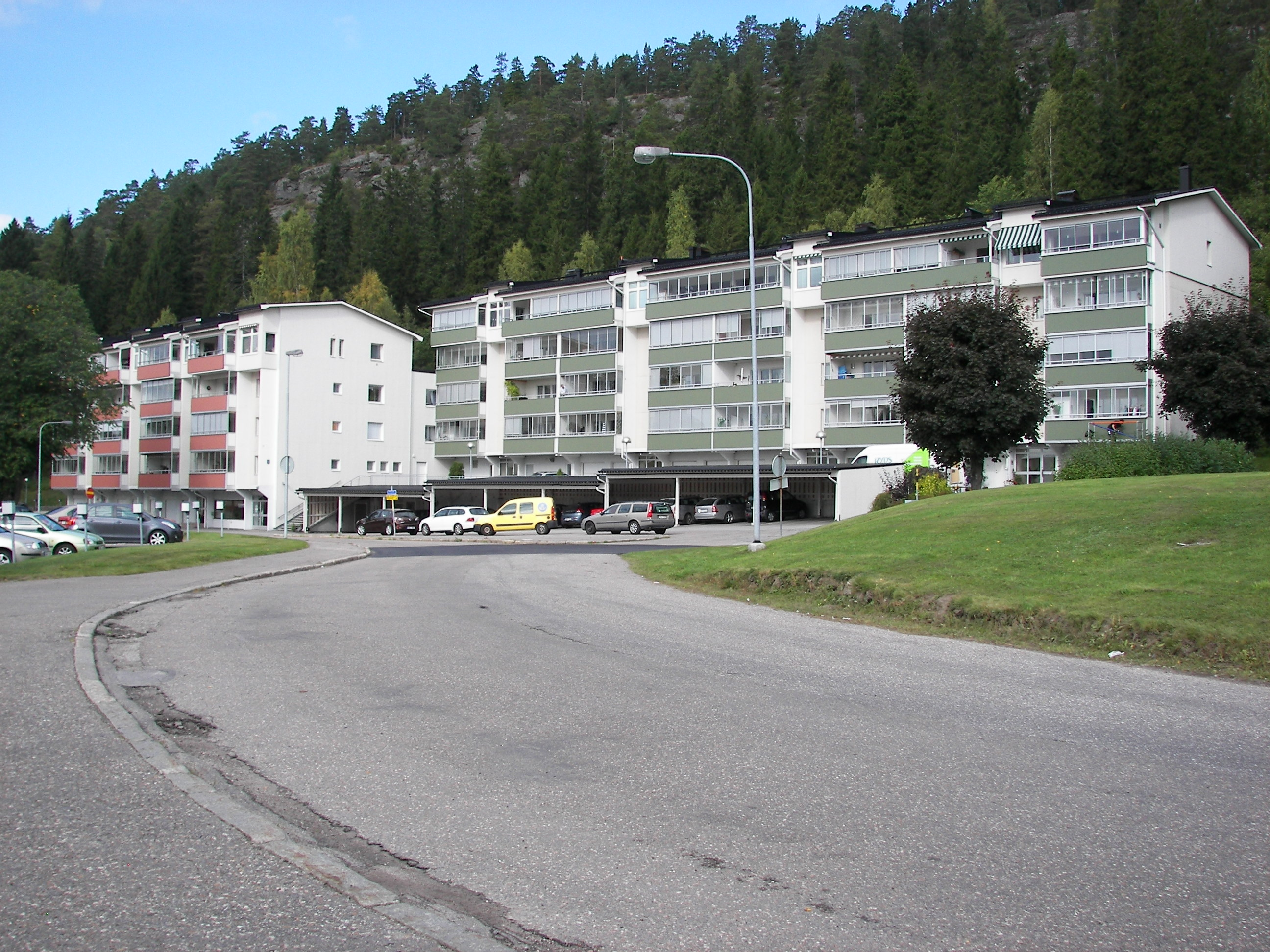
Ludvigsbergsvägen 24-36
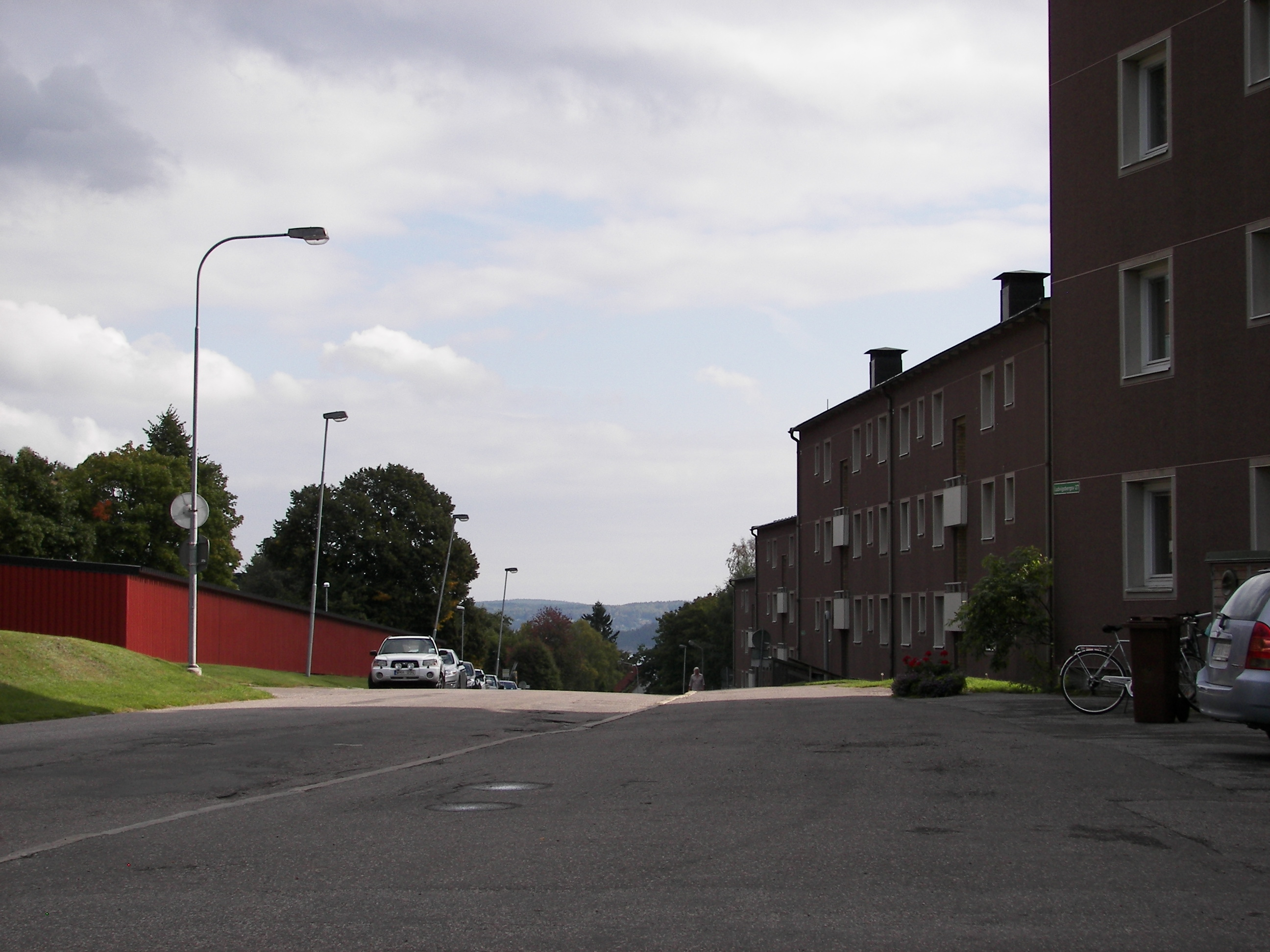
Ludvigsbergsvägen 15-25
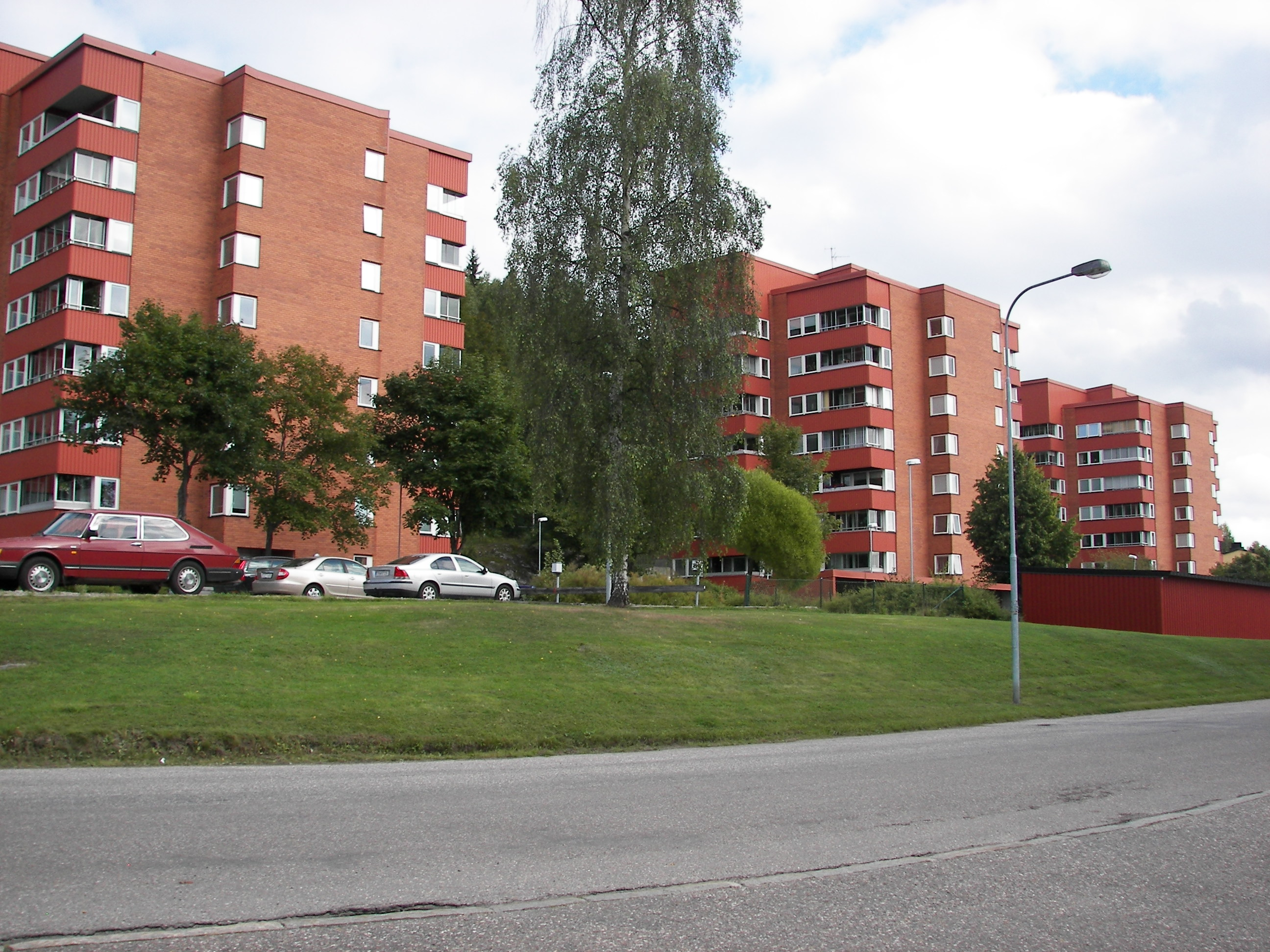
Ludvigsbergsvägen 22 A-C